# Selvopofrelseskommando Leonidas
Selvopofrelseskommando Leonidas (tysk: Selbstopferkommando Leonidas) og formelt kendt som 5. Staffel af Kampfgeschwader 200) var en tysk enhed oprindeligt oprettet for at flyve Selbstopfer – en bemandet version af V1-missilet – som aldrig blev taget i anvendelse eftersom Werner Baumbach, chef for KG 200, og hans overordnede anså det for et unødvendigt spild af liv og ressourcer og foretrak missiludgaven i stedet. Men fra den 17. april til den 20. april 1945 (under Slaget om Berlin) fløj 35 Leonidaspiloter selvmordsmissioner mod sovjetiske broer over Oder – om end uden mærkbar effekt på krigsindsatsen.

## Historie
Oprettelsen af selvmordseskadrillen Staffel skete oprindeligt efter forslag af Otto Skorzeny og SS-Obersturmbannführer Hajo Herrmann. Et forslag som fik støtte af den kendte testpilot Hanna Reitsch. Ideen var at Tyskland skulle anvende frivillige som selvmordspiloter for at overvinde de Allieredes numeriske fordele med deres fanatiske tro. Ideen havde rødder i den tyske mytologi, der var blevet lovprist af nazistisk propaganda, om end Adolf Hitler var tilbageholdende. Han gik dog til sidst med på Reitschs anmodning om at oprettet og træne en selvmordsangrebsflystyrke, med det forbehold at enheden ikke måtte indsættes uden hans personlige godkendelse. Den nye enhed blev tildelt til KG 200 og fik tilnavnet Leonidas – efter Leonidas af Sparta, der i 480 f.Kr. stoppede en invaderende persisk hær ved Slaget ved Thermopylæ.
Reitschs plan var at angribe allierede flådefartøjer med Messerschmitt Me 328 udstyret med en 900 kg bombe, der skulle dykke ned i havet i sådan en stejl vinkel at den ville eksplodere under skibets skrog. Heinrich Himmler godkendte planen, og foreslog at anvende dømte kriminelle som piloter. Luftwaffes overkommando var dog mindre entusiastisk; generalfeltmarskal Erhard Milch afviste planen som uigennemførlig og Hermann Göring viste ingen interesse. Adolf Hitler var imod ideen om selvopofrelse, som han anså at være uforenelig med tysk nationalkarakter, og at krigens gang ikke krævede sådanne desperate foranstaltninger. Men trods sine forbehold tillod han dog Reitsch at fortsætte med projektet efter at hun havde forelagt ham planen i februar 1944. Günther Korten, Luftwaffes chef for generalstaben, overdrog sagen til den øverstbefalende for KG 200.
Over 70 frivillige, størstedelen unge rekrutter, meldte sig, og blev afkrævet at underskrive en erklæring med ordene: "Jeg indskriver mig hermed frivilligt i en selvmordsgruppe som del af en menneskelig svævefly-bombe. Jeg forstår fuldt ud deltagelse i denne egenskab vil medføre min egen død".
Der opstod imidlertid problemer med at konvertere ME 328 til formålet, og det blev besluttet at i stedet bruge en bemandet version af V-1: "Fieseler Fi 103R" (Reichenberg). Denne kom imidlertid aldrig i drift.
Den 9. juni 1944 meddelte Karl Koller, at en gruppe fra KG 200 var blevet udstyret med specialudstyret Focke-Wulf Fw 190'ere og klar til "totaloperationer". Hvert luftfartøj blev udstyret med en kraftig bombe, hvis vægt bevirkede at maskinerne ikke kunne medbringe nok brændstof til returflyvning, og piloterne blev kun uddannet ved hjælp af svævefly. Projektet blev ikke realiseret og Werner Baumbach, ny chef for KG 200, overbeviste sin ven Albert Speer om at det ville være mere produktivt at bruge mændene mod russiske kraftværker, frem for allierede invasionsflådefartøjer, og Speer gik videre med ideen til Hitler.

## Selvmordstogter
Under Slaget om Berlin fløj Luftwaffe selvmordseskadrillen, Selbstopfereinsatz, mod sovjetisk-holdt broer over Oderfloden. "Total-missionerne" blev fløjet af piloter fra Leonidaseskadrillen under anførelse af oberstløjtnant Heiner Lange fra den 17. april til den 20. april 1945, ved hjælp af alle tilgængelige fly. Luftwaffe hævdede, at eskadrillen ødelagde sytten broer. Militærhistorikeren Antony Beevor mener at dette tal er stærkt overdrevet og at det udelukkende var jernbanebroen ved Küstrin, der blev ødelagt. Beevor bemærker at "femogtredive piloter og fly var en høj pris at betale for en sådan begrænset og midlertidig succes". Missionerne blev stoppet da sovjetiske landtropper nærmede sig eskadrillens luftbase ved Jüterbog.